# Pedotop
Pedotopy jsou základní složkou půdního pokryvu, zároveň jsou také spolu s pedokomplexy komponentami výstavby pedochorů. Klasifikačními jednotkami chorické dimenze jsou pedoasociace – společenstva půd. Jsou určené jednak obsahovými parametry (zastoupení pedotopů členěných na vůdčí doprovodné a akcesorické, s vyjádřením ekologického kontrastu mezi nimi), jednak prostorovými parametry (počet, pokryvnost, frekvence, stupeň heterogenity). Toto pojetí je základem analýzy struktury půdního pokryvu a výzkumu jejích dynamických parametrů.

## Definice pedotopů
Pedotop je základní elementární pedogeografická a současně i kartografická jednotka, která je z podstatné části tvořena jedním polypedonem a je tedy geograficky i ekologicky homogenní. Malou část pedotopu mohou tvořit jiné polypedony. Obrazně vyjádřeno, pedotopy jsou často „nečisté“ polypedony.

## Dělení pedotopů
Podle množství a umístění „cizího“ podílu se pedotopy dělí na:
- Monomorfní – celý areál pedotopu odpovídá klasifikovanému obsahu (v tomto případě pedotop = polypedon), rozlišují se vyhraněně monomorfní pedotopy a monomorfní pedotopy (obsahující úzký přechodný pruh k sousedním pedotopům),
- Polopolymorfní – hlavní část plochy odpovídá klasifikovanému pedologickému obsahu, ale na hranici k sousedním pedotopům má půda přechodné vlastnosti, mohou být přítomné malé areály půd s mírně odlišnými vlastnostmi – tzv. topovarianty (např. v rámci pedotopu s ilimerizovanou půdou slabě oglejenou se vyskytují plošky s ilimerizovanou půdou středně až silně oglejenou),
- Polymorfní – jsou podobné předcházejícím, mají však uvnitř malé areály jiných polypedonů, např. v rámci pedotopu s ilimerizovanými půdami typickými leží plošky pseudoglejů, nebo v rámci pedotopu s hnědou lesní půdou leží malé ostrůvky rankerů.

## Plocha pedotopů
Velikost plochy pedotopů není jeho rozlišovacím znakem. Závisí na podmínkách vzniku a vývoje přírodní krajiny, který vedl k prostorové diferenciaci půdního pokryvu. V mapovací praxi je však účelné stanovit nejmenší plochy, které ještě budeme registrovat. Na mapách velkých měřítek, na kterých jsou zpravidla pedotopy jako základní jednotky, se mapují ještě plochy o velikosti 0,2 ha – 0,5 ha. Analýza většího množství map velkých měřítek z různých oblastí NDR ukázala, že velikost plochy pedotopů se pohybuje mezi 0,5 a 400 ha. Pedotopy pod 2 ha se označují za extrémně malé, pedotopy na 128 ha za extrémně velké.